# Яковлев, Александр Ефимович
Александр Ефимович Яковлев (1926—1990) — советский хозяйственный и общественный деятель, председатель колхоза «Бривиба» Краславского района Латвийской ССР. Герой Социалистического Труда.

## Биография
Родился в 1926 году в небольшом селе Никуцкое (ныне Никуцки) Извалтской волости Даугавпилсского уезда Латвии. Участник Великой Отечественной войны с 1944 года.
С 1946 года — на курсах руководящих кадров, агроном (с 1953), затем председатель ордена «Знак Почёта» колхоза «Бривиба» Краславского района Латвийской ССР.
Указом Президиума Верховного Совета СССР от 8 апреля 1971 года присвоено звание Героя Социалистического Труда с вручением ордена Ленина и золотой медали «Серп и Молот».
Член КПСС с 1950 года. Заслуженный работник сельского хозяйства Латвийской ССР. Избирался депутатом Верховного Совета Латвийской ССР 8-го и 9-го созывов, член комиссии по торговле и бытовому обслуживанию Верховного Совета Латвийской ССР.
Умер 1990 году. Похоронен на Сарканодаугавском кладбище в Риге.